# 戒行寺

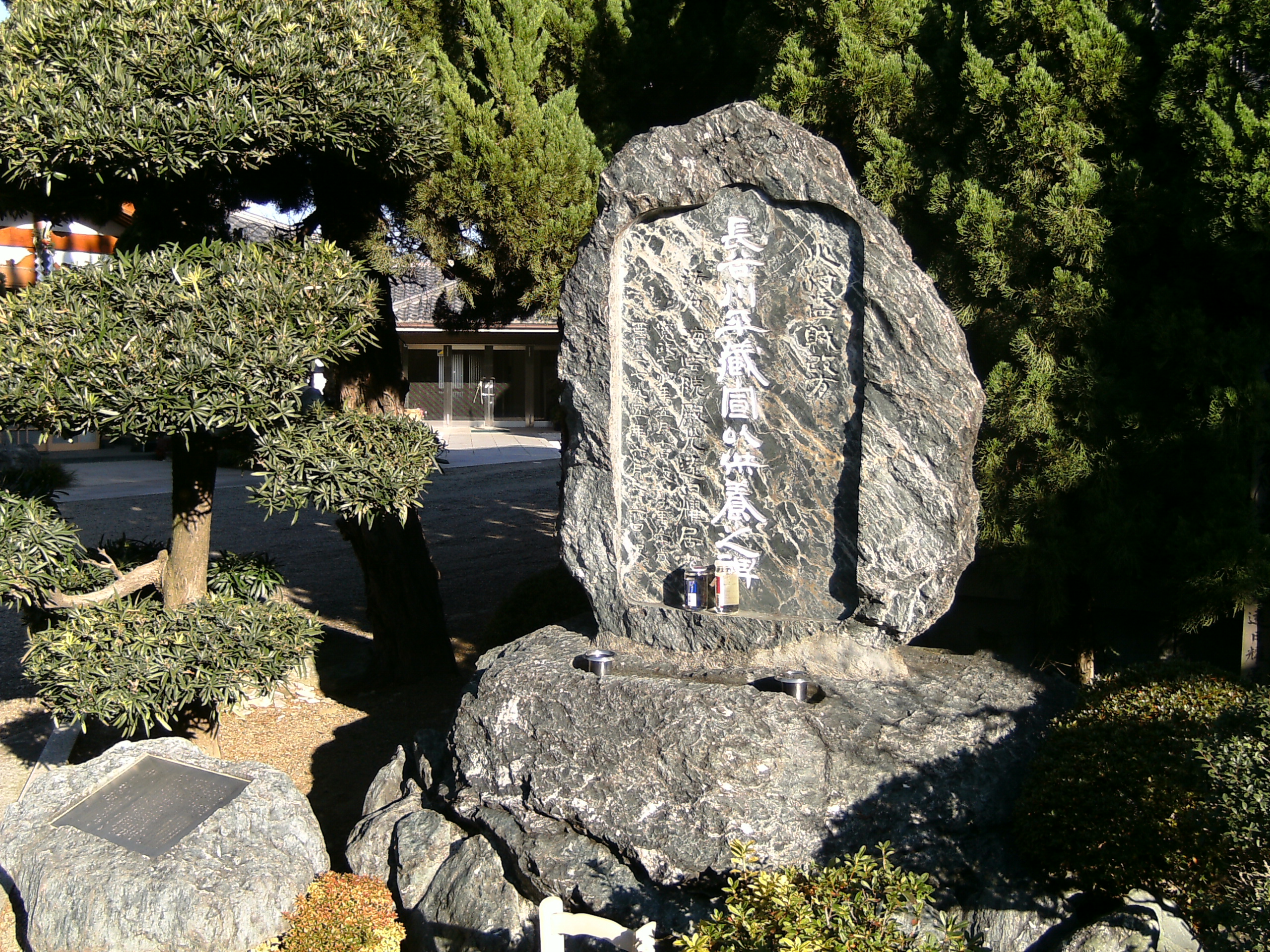
長谷川平蔵宣以供養之碑

戒行寺（かいぎょうじ）は、東京都新宿区にある日蓮宗の寺院。

## 歴史
1595年（文禄4年）、玉泉院日養によって開山された。元々は現在の千代田区麹町に位置していたが、江戸城拡張工事のため、1634年（寛永11年）に現在地に移転している。一説では現在地に移転したのは明暦年間（1655年～1658年）とするものもある。
かつての墓地には、一宮藩藩主家の加納家を始め、多くの旗本御家人諸家の墓があったが、典型的な武家寺であったため、明治以降は士族の没落もあって寺運衰微し、無縁仏化した家もあったという。現在、墓地は杉並区に移転している。そんな中で、長谷川平蔵宣以の供養碑は、今なお当地に残っている。

## 交通アクセス
- 四谷三丁目駅3番出口より徒歩9分（経路案内）。
- 信濃町駅より徒歩10分（経路案内）。
- 四ツ谷駅より徒歩11分（経路案内）。